# James G. Watt

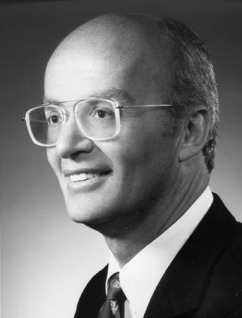
James G. Watt

James Gaius Watt (* 31. Januar 1938 in Lusk, Wyoming; † 27. Mai 2023 in Wickenburg, Arizona) war ein US-amerikanischer Politiker (Republikanische Partei). Er gehörte als Innenminister von 1981 bis 1983 dem Kabinett von Präsident Ronald Reagan an.

## Leben
Watt besuchte die University of Wyoming, wo er 1960 den Bachelor-Abschluss und 1962 einen Jura-Abschluss erlangte. Seine erste Stelle in der Politik übernahm er als Mitarbeiter des republikanischen US-Senators Milward L. Simpson aus Wyoming, den er über dessen Sohn Alan kennenlernte. 1966 wurde Watt Sekretär des Ausschusses für natürliche Ressourcen und des Beratungsgremiums für Umweltverschmutzung der US-Handelskammer. 1969, bei der Regierungsübernahme durch Richard Nixon, wurde er Stellvertreter des Staatssekretärs für Wasser und Energieversorgung im US-Innenministerium. 1975 wurde er stellvertretender Vorsitzender der Bundesstromkommission (Federal Power Commission).
1976 gründete er die Mountain States Legal Foundation, einen Interessenverband, der auf Pro bono Basis juristische Beratung zur Verteidigung individueller Freiheiten, besonders im Hinblick auf wirtschaftliche und Eigentumsrechte anbietet. Umweltorganisationen haben es jedoch als „training ground for a number of attorneys most active in the anti-environmental movement“ kritisiert. Einige Anwälte, die für Watt bei der MSLF arbeiteten, sind später Amtsträger der Bundesregierung geworden, darunter Ann Veneman und Gale Norton.
Seine Amtszeit im Innenministerium (23. Januar 1981 bis 8. November 1983) war kontrovers, hauptsächlich aufgrund seiner angeblichen Gegnerschaft zur Umweltpolitik sowie seiner Unterstützung für die Nutzung von Ländereien im Bundesbesitz durch Logging-, Ranching- und andere kommerzielle Interessen. Auch sein „wiedergeborenes“ Christentum wurde von manchen stark kritisiert, z. B. als er 1983 den Beach Boys ein Auftrittsverbot für ihren Auftritt zum Nationalfeiertag auf der National Mall aussprach, weil Rockkonzerte „nicht wünschenswerte Elemente“ herbeiziehen würden.
Im September 1983 machte sich Watt lustig über Chancengleichheitsmaßnahmen bei einer Rede vor der Handelskammer, indem er über ein Kohlekonzessionsgremium folgende Bemerkung machte: „Ich habe einen Schwarzen, eine Frau, zwei Juden und einen Krüppel. Und Kompetenz haben wir auch.“ Innerhalb von Wochen musste Watt zurücktreten.
1995 wurde er wegen 25 Delikten angeklagt, darunter Behinderung der Justiz und Meineids. Er bekannte sich in einem Punkt für schuldig und wurde zu fünf Jahren Haft auf Bewährung, $5000 Geldstrafe und 500 Sozialstunden verurteilt.
Im Jahre 2008 nannte Time Magazine Watt einen der zehn schlechtesten Minister moderner Zeiten.
Watt war Anhänger der Pfingstbewegung.